# Yang Yong-eun
Yang Yong-eun (del coreano: 양용은) o Y. E. Yang (15 de enero de 1972) es un golfista surcoreano que participa en el circuito de la PGA, donde ha logrado dos victorias, incluyendo el Campeonato de la PGA de 2009.

## Biografía
Nacido en la provincia isleña de Jeju, es el cuarto de ocho hermanos. Comenzó a jugar al golf a los 19 años al trabajar recogiendo pelotas de golf en el Jeju's Ora Country Club, llegando a ser instructor. Aunque ahora tiene entrenador, es un golfista autodidacta. Mientras aprendía a usar una excavadora para trabajar en una empresa constructora, se cayó por unas escaleras y se rompió el ligamento anterior cruzado. Tras recuperarse de la  lesión de rodilla, hizo el servicio militar obligatorio de Corea del Sur a los 21 años. Al término se mudó a Nueva Zelanda, donde comenzó su carrera como golfista, convirtiéndose en semiprofesional el 21 de julio de 1995 y profesional el 22 de agosto de 1996. Está casado con Young-Joo Park y tiene tres hijos.

## Carrera
En 2006 ganó el Abierto de Corea, un campeonato del Asian Tour, consiguiendo entrar en el WGC-HSBC Champions en noviembre de ese año. Venció en dicho torneo, por delante de Tiger Woods, que finalizó segundo. Con esta victoria alcanzó un puesto en el European Tour y entró en los cuarenta primeros de la clasificación mundial. En 2008 recorrió el circuito de Estados Unidos tras clasificarse en las rondas previas. Se llevó su primer título en la PGA en el Honda Classic de 2009, su 46.º torneo en Estados Unidos. Con esta victoria se convirtió en el segundo coreano, tras K.J. Choi, en vencer en el PGA Tour.
El 16 de agosto de 2009, Yang ganó el 91.º PGA Championship, su primer major, remontando una desventaja de dos golpes para acabar sacando tres a su compañero de partida, Tiger Woods. Esta fue la primera vez que un asiático ganaba un major championship, tras los subcampeonatos logrados por Lu Liang-Huan en el Abierto británico de 1971, Isao Aoki en el U.S. Open de 1980 y Tze-Chung Chen en el U.S. Open de 1985. Hasta entonces, el mejor puesto de un coreano lo había logrado Choi en el Master de Augusta de 2004, con un tercer puesto. También fue la primera ocasión en la que Woods perdía un torneo tras llegar a la última jornada en primera posición (empatado a golpes)., aunque Woods volvió a vencerle en la President's Cup. Tras el torneo, Yang pasó del puesto 110 al 34 del ranking.

### Victorias profesionales (10)

#### Victorias en el circuito estadounidense (2)
| Leyenda                 |
| Major Championships (1) |
| Otro torneo (1)         |

| N.º | Fecha                | Torneo               | Marcador             | Margen de victoria | Subcampeón   |
| --- | -------------------- | -------------------- | -------------------- | ------------------ | ------------ |
| 1   | 8 de marzo de 2009   | Honda Classic        | −9 (68–65–70–68=271) | 1 golpe            | John Rollins |
| 2   | 16 de agosto de 2009 | Campeonato de la PGA | −8 (73–70–67–70=280) | 3 golpes           | Tiger Woods  |

#### Victorias en el circuito europeo (3)
- 2006: WGC-HSBC Champions (miembro de los circuitos asiático, australiano y Sunshine).
- 2009: Campeonato de la PGA.
- 2010: Abierto de China.

#### Victorias en el circuito japonés (5)
- 2004: Sun Chlorella Classic, Asahi-Ryokuken Yomiuri Memorial.
- 2005: Coca-Cola Tokai Classic.
- 2006: Suntory Open.
- 2009: Campeonato de la PGA.

#### Victorias en el circuito asiático (2)
- 2006: Abierto de Corea, WGC-HSBC Champions (miembro de los circuitos europeo, australiano y Sunshine).

#### Victorias en el circuito coreano (2)
- 2002: SBS Championship.
- 2006: Abierto de Corea (miembro del Asian Tour).

### Major championships

#### Victorias (1)
| Año  | Campeonato           | 54 Hoyos   | Marcador             | Margen   | Subcampeón  |
| ---- | -------------------- | ---------- | -------------------- | -------- | ----------- |
| 2009 | Campeonato de la PGA | A 2 golpes | −8 (73–70–67–70=280) | 3 golpes | Tiger Woods |

#### Resultados
| Torneo                | 2005    | 2006 | 2007    | 2008 | 2009    |
| --------------------- | ------- | ---- | ------- | ---- | ------- |
| The Masters           | NP      | NP   | 30      | NP   | Cortado |
| US Open               | Cortado | NP   | NP      | NP   | NP      |
| The Open Championship | Cortado | NP   | Cortado | NP   | NP      |
| Campeonato de la PGA  | 47      | NP   | Cortado | NP   | 1       |

### Equipos
- 2007: Royal Trophy, representando a Asia.